# Pedro Bofill
Pedro Bofill Abeilhe (Alcazarquivir, protectorado español de Marruecos, 14 de febrero de 1946) es un profesor universitario y político español.

## Biografía
Nacido en el protectorado español de Marruecos, se estableció en Aragón. Se licenció en Ciencias Políticas y Económicas por la Universidad Complutense de Madrid, donde es profesor. Activo políticamente en la oposición al franquismo, inició su actividad en la propia Complutense como cofundador del Sindicato Democrático de Estudiantes de la Universidad de Madrid. A finales de la década de 1960 ingresó en el Partido Socialista del Interior, llamado definitivamente después Partido Socialista Popular (PSP), y a cuyo frente se encontraba Enrique Tierno Galván. En el III congreso del PSP fue elegido miembro de la dirección nacional. Formó parte del grupo de trabajo que llevó a término el Congreso de unificación entre el PSP y el Partido Socialista Obrero Español (PSOE) en 1978. Ya como miembro del PSOE, en las elecciones generales de 1979 fue elegido diputado por la circunscripción electoral de Teruel, renovando mandato en las dos convocatorias electorales siguientes (1982 y 1986). Como parlamentario fue presidente de la Comisión especial creada para estudiar la situación de la Agencia EFE y vicepresidente de la Comisión de Defensa, en ambos casos durante la III Legislatura. El 30 de junio de 1989 dimitió en el Congreso, sustituyéndole Francisco Villagrasa López, al haber obtenido escaño en el Parlamento Europeo en las elecciones europeas de ese año, dentro de la candidatura encabezada por Fernando Morán. En su actividad como europarlamentario, fue vicepresidente de la Comisión de relaciones con Hungría, miembro de la Comisión Económica y de la Subcomisión para la implantación del ECU. En 1995 fue nombrado delegado de Gobierno en Cantabria y gobernador civil de la provincia (BOE Real Decreto 976/1995, de 16 de junio).
Dentro del Partido Socialista Popular fue secretario de información y propaganda, y en el PSOE, fue vocal de la Comisión Ejecutiva Federal,  miembro del Comité Federal y director de "El Socialista".
En la actualidad es el Jefe de Departamento de la Presidencia del Consejo Económico y Social de España y Vicepresidente primero de la Asociación de Exdiputados y Exsenadores. Desde de enero de 2015 es el presidente del Club de Amigos de Marruecos en España.[cita requerida]

## Artículos académicos
Es autor de diversos artículos, en especial sobre la Comunidad Económica Europea, publicados entre 1974 y 1975 en la antigua Revista de Instituciones Europeas que trataba temas de derecho comunitario y que publicó el Centro de Estudios Políticos y Constitucionales hasta 1996.